# Document (album)
Document is het vijfde studioalbum van R.E.M. Het was het laatste album dat de band bij I.R.S. Records uitbracht. Document kwam enkele maanden na Dead Letter Office, een verzameling van rarities.

## Tracklist
Alle muziek en teksten zijn geschreven door Bill Berry, Peter Buck, Mike Mills en Michael Stipe, tenzij anders aangegeven. 
| Nr. | Titel                                                           | Duur |
| --- | --------------------------------------------------------------- | ---- |
| 1.  | Finest Worksong                                                 | 3:48 |
| 2.  | Welcome to the Occupation                                       | 2:46 |
| 3.  | Exhuming McCarthy                                               | 3:19 |
| 4.  | Disturbance at the Heron House                                  | 3:32 |
| 5.  | Strange (B.C. Gilbert/Graham Lewis/Colin Newman/Robert Gotobed) | 2:31 |
| 6.  | It's the End of the World as We Know It (And I Feel Fine)       | 4:05 |
| 7.  | The One I Love                                                  | 3:17 |
| 8.  | Fireplace                                                       | 3:22 |
| 9.  | Lightnin' Hopkins                                               | 3:20 |
| 10. | King of Birds                                                   | 4:09 |
| 11. | Oddfellows Local 151                                            | 5:21 |

| Nr. | Titel                                 | Duur |
| --- | ------------------------------------- | ---- |
| 12. | Finest Worksong [nieuwe mix]          | 3:47 |
| 13. | Last Date (Floyd Cramer)              | 2:16 |
| 14. | The One I Love [Live]1                | 8:22 |
| 15. | Time After Time Etc... [Live]         | 8:22 |
| 16. | Disturbance at the Heron House [Live] | 3:26 |
| 17. | Finest Worksong [nieuwe mix]          | 5:52 |

### Voetnoot
1 Eerder uitgebracht als "This One Goes Out" op een single in 1987.

## Bezetting
- Bill Berry – drums, achtergrondzang
- Peter Buck – gitaar
- Mike Mills – basgitaar, achtergrondzang
- Michael Stipe – zang

### Gastmuzikanten
- Steve Berlin – hoorn
- Carl Marsh – Fairlight CMI